# Bohdan Kopecký
Bohdan Kopecký (23. srpna 1928 Litomyšl – 22. října 2010 Litomyšl) byl akademický malíř, krajinář a autor řady ilustrací.

## Život

### Mládí a studia
Bohdan Kopecký se narodil v rodině litomyšlského skláře Antonína Kopeckého (1891–1963) a jeho manželky Julie, rozené Malochové (1904–1981). Jako patnáctiletý se začal učit fotografem u litomyšlské firmy Tachezy, kvůli chronické oční vadě musel tento obor opustit a přešel do učení do otcova sklenářství, v němž setrval až do konce 2. světové války. Okamžitě po válce se přihlásil k přijímacím zkouškám na Akademii výtvarných umění v Praze a byl přijat přímo do 2. ročníku všeobecné krajinářské školy vedené Otakarem Nejedlým. Na AVU studoval až do roku 1950 a patřil k nejlepším žákům.

### 50. a 60. léta
V roce 1950 byl označen jako „absolutní odpůrce socialistického zřízení lidově demokratické republiky“ a nastoupil vojenskou službu jako horník u Pomocných technických praporů v Záluží u Mostu. Hornickou profesi vykonával až do roku 1956, kdy se stal členem severočeské pobočky Svazu československých výtvarných umělců. Plně se věnoval malování, objevoval mosteckou krajinu. Stal se uznávaným malířem, pravidelně vystavoval. V roce 1962 byl natočen krátký film Svět Bohdana Kopeckého (režie Jaroslav Šik, kamera Jan Špáta). Aktivně se zapojovoval do dění během tzv. pražského jara, za což během následujících let pykal.

### 70. a 80. léta
Bohdan Kopecký je několikrát vyzýván, aby se od svých názorů na politickou a společenskou situaci distancoval, on to ale odmítá. V roce 1970 již není přijat do nově vzniklého Svazu českých výtvarných umělců, musí opustit svůj litvínovský ateliér a v roce 1979 se natrvalo stěhuje do Litomyšle. Nemůže vystavovat, mezi lety 1977 –1979 je zaměstnán jako pracovník propagace v JZD Obránců mírů v Dolním Újezdě u Litomyšle, mj. navrhuje loga, vlaječky, odznaky. Zapojuje se do společenského a kulturního dění v Litomyšli, aktivně se zasazuje o záchranu místního Portmonea.

### Doba po roce 1989
Nová společenská a politická situace mu umožňují realizovat sen o návštěvě sopečné krajiny, v roce 1991 cestuje na ostrov Lanzarote, v letech 1994, 1997 a 2003 Havaj, nachází novou inspiraci pro svoji tvorbu, intenzivně se vrací se k malování, jeho dílo je opět prezentováno na řadě výstav. Mezi lety 1993–1999 také učí večerní akt v Ateliéru výtvarné přípravy na soukromé odborné Škole restaurování a konzervačních technik v Litomyšli. Tereza Brázdová natáčí v roce 2008 dokumentární film o Bohdanu Kopeckém s názvem Portréty ohňů.
Bohdan Kopecký umírá 20. října 2010 v Litomyšli.

## Dílo
Bohdan Kopecký se svou tvorbou řadí mezi největší české krajináře 2. poloviny 20. století.

### Raná tvorba
Tvorba Bohdana Kopeckého se začala rozvíjet v rodné Litomyšli, jeho výtvarný talent rozpoznal skautský vedoucí Josef Dostál, který ho brával na malířské výpravy do okolní krajiny, další jeho výtvarné kroky usměrňovali učitelé Kopeckého Emil Karger a Vladimír Vilím. Ihned po skončení druhé světové války se ještě ani ne sedmnáctiletý přihlásil k přijímacím zkouškám na AVU v Praze, kde zaujal především svým obrazem Husité (1944) a byl přijat přímo do 2. ročníku všeobecné krajinářské školy vedené Otakarem Nejedlým. Ten bere často své studenty malovat do plenéru, např. do okolí Máchova jezera, v lyrických i expresivně laděných obrazech sadů a krajiny se formuje Kopeckého malířský rukopis. Jeho raná tvorba vrcholí v absolventské práci – rozměrném obrazu jeho rodného města. Na konci studií jsem se rozhodl namalovat rodnou Litomyšl. Formát 100 x 140 cm jsem přemalovával čtrnáctkrát. Najednou nešlo jen o optický záznam, ale muselo to být podpořeno myšlenkou – filozofií středověkého města s jeho osudy a historií. Obsah byl nejdůležitější!

### 50. – 60. léta (Krajina Mostecka)

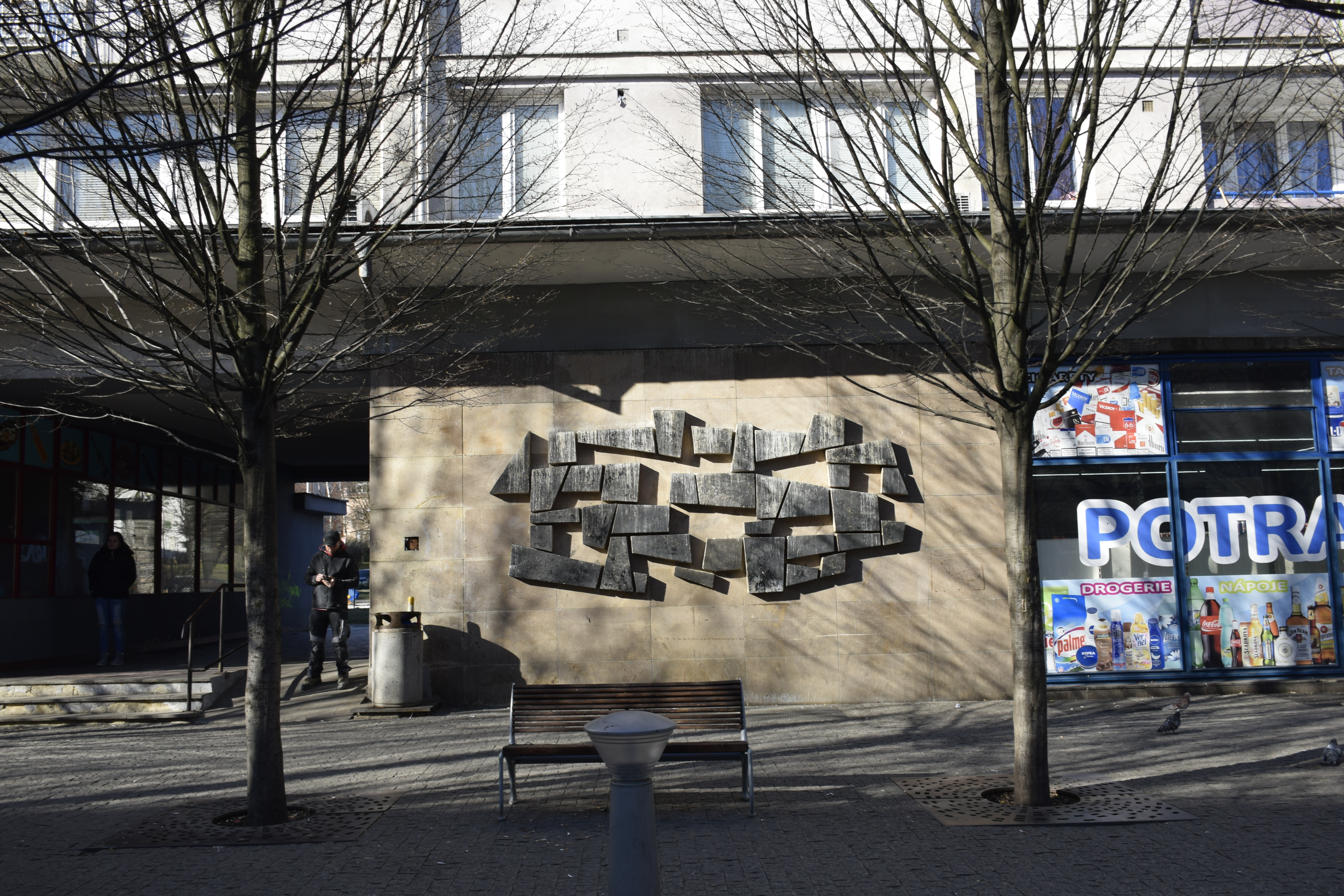
S Rychardem Ťápalem vytvořil Bohdan Kopecký v roce 1964 reliéfní plastiku pro bytový komplex Hrnčířská v Ústí nad Labem

První a nikoli poslední výrazný zlom v Kopeckého životě nastává těsně po dokončení studií. Dvaadvacetiletý umělec dostává povolávací rozkaz a odchází fárat do dolů na Mostecko a Ostravsko. Tento i zákonitě umělecký zlom reprezentuje obraz Ostrava (1950) zobrazující městskou krajinu tolik vzdálenou Litomyšli. Zachycen je v něm pulzující svět plný továrních komínů, kde se s pojetím krásy, jak jej znal Kopecký doposud, téměř nesetkáme. Obraz je pomyslným počátkem, které u něho bude po mnoho následujících let rezonovat a rozvíjet se.
Zpočátku se bytostnému krajináři Kopeckému na Mostecku tvořit nedaří. Nakonec i vzdává své urputné hledání „estetických“ míst, na nějakou dobu dokonce úplně na tvorbu rezignuje. Čím více se s lidmi a krajem sžívá a poznává je, tím více ho začíná prostředí oslovovat. Mezi fáráním chodívá stále častěji malovat do plenéru – na haldy, kde pro sebe Mostecko výtvarně objevuje a vzdává mu hold. Novou etapu svojí tvorby jasně definuje i názvem obrazu Zrození krajiny (1957).
Zkušenost horníka se promítá i do Kopeckého tvorby, ve svých obrazech již nezachycuje jen okolní krajinu, dostává pod povrch země (Hrozí propadnutí, 1959) a následně v nich propojuje tento svět se světem nad ním. To pak vyústí v úplné oproštění se od reality a znázorňování již pouze oněch energií, sil či tlaků, které reálný svět doprovází (Portréty ohňů, 1965). Toto téma pak mistrně rozvíjí na přelomu 60. a 70. let ve svých velkoformátových tušových kresbách, které lze vnímat i jako Kopeckého ztvárnění jeho životního pádu zapříčiněného politickými postoji v roce 1968.

### 70. – 80. léta (Odchod z Mostecka a návrat do Litomyšle)
Doba normalizace se těžce podepisuje na osudu Bohdana Kopeckého, postupně musí opustit Mostecko, místo, kam byl nedobrovolně přesazen v 50. letech a kde se zrodilo jeho vrcholné malířské dílo. Jeho odcházení můžeme metaforicky spojit i s demolicí starého města Most. Kopecký se snaží zaznamenat mizející stavby, místa či budovy. Místa do nedávna plná lidí a života ustupují z důvodu těžby hnědého uhlí. Volba tématu mizejících staveb navazuje i na jeho živostí situaci. Je to hluboké přemítání člověka nad lidskou existencí a nad sílou, která náš svět a život ovlivňuje. V roce 1978 maluje obraz s nekompromisním názvem Konec Mostu a obrazem z roku 1980 celou etapu uzavírá.
Vrací se do rodné Litomyšle, i když Kopecký s rodným městem vazby nikdy úplně nezpřetrhal, přichází zde jako umělec o to nejcennější – o své téma. Inspiraci v „krásné“ Litomyšli téměř nenachází, maximálně zachycuje svými obrázky krajinu z cest a výletů, maluje drobné dárky pro přátele či obrázky na prodej. Dobu umělecké stagnace prolamuje jen několikrát – mimořádně krásným portrétem dlouholetého přítele, bývalého rektora piaristické koleje v Litomyšli Františka Ambrože Stříteského (1983) a několika plátny větších formátů (Hřbitůvek Jiřího Šotoly, 1989).

### 90. léta (Krajina lávových polí)
Poslední, avšak o to podstatnější zlom v jeho tvorbě nastává 15 let po jeho návratu do Litomyšle. Ve svých 66 letech (v roce 1994) totiž objevuje Havajské ostrovy (navštíví je ještě v roce 1997 a 2003) a na nich to, co ztratil opuštěním Mostecka – krajinu nehostinnou, čekající na své objevení, místo ničené sopečnými erupcemi. Horlivě se vrací k malování, zachycuje sopečnou krajinu, její neustálé vznikání a zanikání, materiální a světelný pohyb, abstraktní scenérii sopečného terénu, pohledy na vršení a vzájemné prolínání lávových mas. Na lávových polích našel krajinu, která od počátku znovu a znovu bojuje o svou existenci – stejně tak, jak žil svůj život Bohdan Kopecký.

## Ilustrace
Mezi přátele Bohdana Kopeckého patřilo i mnoho literátů (Karel Šiktanc, Dalibor Kozel, Jiří Šotola, Emil Juliš), s mnohými se setkal nejen lidsky, ale i nad ilustracemi jejich děl. Kopecký vytváří ilustrace převážně technikou tušové kresby či dřevořezu. Témata vychází přímo z obsahu literárních děl, nebrání se však použít i motivy ze své volné tvorby.
Mezi s ilustracemi Bohdana Kopeckého patří např.:
- Jaroslav Malý: Třesky plesky. Z hornického humoru. Severočeské krajské nakladatelství, Liberec 1961.
- Vilém Závada: Jeden život. Československý spisovatel, Klub přátel poezie, Praha 1962.
- Dalibor Kozel: Zrzoun Kazan. Státní nakladatelství dětské knihy, Praha 1966.
- Petr Bezruč: Slezské písně. Odeon, Praha 1967.
- Jan Skácel: Kdo pije potmě víno. Blok, Brno 1988.
- Jiří Šotola: Podzim v zahradní restauraci. Edice Máj, Mladá fronta, Naše Vojsko, Lidové nakladatelství, Smena, Praha 1988.
- Karel Šiktanc: Adam a Eva. Československý spisovatel, III. vydání, Praha 1990.
- Karel Šiktanc: Utopenejch voči. Československý spisovatel, Praha 1991.
- Karel Šiktanc: Muž a žena. Památník národního písemnictví, Praha 1992.

## Výběr ze samostatných výstav
- 1957 Bohdan Kopecký: Hornický kraj, Galerie mladých, U Řečických, Praha
- 1959 Bohdan Kopecký, Krajská galerie výtvarného umění v Litoměřicích, Litoměřice
- 1962 Bohdan Kopecký: Práce z let 1947 - 62, Zámek Litomyšl, Litomyšl
- 1962 Bohdan Kopecký, Galerie Československý spisovatel, Praha
- 1964 Bohdan Kopecký, Oblastní galerie v Liberci, Liberec
- 1967 Bohdan Kopecký, Galerie Nová síň, Praha
- 1970 Bohdan Kopecký, Galerie Dílo, Ústí nad Labem
- 1981 Bohdan Kopecký: Kresby, Muzeum husitského revolučního hnutí, Tábor
- 1985 Bohdan Kopecký: Obrazy, kresby, grafika z let 1945 - 1985, Dům U Rytířů, Litomyšl
- 1989 Bohdan Kopecký, Severočeská galerie výtvarného umění v Litoměřicích, Litoměřice
- 1991 Bohdan Kopecký, Vigadó, Budapešť
- 1991 Bohdan Kopecký: Obrazy a kresby, Okresní galerie výtvarného umění, Most
- 1996 Bohdan Kopecký: Uzavřený kruh, Děkanský chrám Nanebevzetí Panny Marie, Most
- 1998 Bohdan Kopecký, Galerie výtvarného umění v Náchodě, zámecká Jízdárna, Náchod
- 1998 Bohdan Kopecký, Zámek Litomyšl, Litomyšl
- 2003 Bohdan Kopecký: Obrazy, Lávová pole Hawaii 2003, Státní zámek Litomyšl, Litomyšl
- 2006 Bohdan Kopecký: Retrospektiva, Mánes, Praha
- 2008 Bohdan Kopecký: Obrazy a grafika, Oblastní (okresní) muzeum, Most
- 2011 Zrození fauna - Bohdan Kopecký, Galerie Miroslava Kubíka, Litomyšl
- 2014 Bohdan Kopecký: Obrazy, Galerie z ruky, Křížovice, Doubravník
- 2016 Bohdan Kopecký – Vladyka z Bídy, Městská galerie Litomyšl, Litomyšl

## Výběr z literatury o Bohdanu Kopeckém
- Josef Jedlička: Bohdan Kopecký, Liberec 1968.
- Jan Kapusta: Bohdan Kopecký (kat. výstavy), Náchod 1998.
- Josef Císařovský: Bohdan Kopecký, Praha 2008.
- Martin Dostál: Zrození fauna – Bohdan Kopecký (kat. výstavy), Litomyšl 2011.
- Martin Boštík, Stanislav Vosyka: Vladyka z Bídy. Malíř a Litomyšlan Bohdan Kopecký, Litomyšl 2016.